# Херико (Антьокия)
Херико (исп. Jericó) — город и муниципалитет на западе Колумбии, на территории департамента Антьокия. Входит в состав субрегиона Юго-западная Антьокия.

## История
Поселение из которого позднее вырос город было основано 28 сентября 1850 года. Муниципалитет Херико был выделен в отдельную административную единицу в 1852 году. Название города связано с ближневосточным городом Иерихон.

## Географическое положение

Муниципалитет Херико

Город расположен в юго-западной части департамента, в гористой местности Западной Кордильеры, к югу от реки Каука, на расстоянии приблизительно 50 километров к юго-юго-западу (SSW) от Медельина, административного центра департамента. Абсолютная высота — 1931 метр над уровнем моря.

Муниципалитет Херико граничит на северо-западе с муниципалитетом Тарсо, на северо-востоке — с муниципалитетом Фредония, на востоке — с муниципалитетом Тамесис, на юге — с муниципалитетом Хардин, на юго-западе — с муниципалитетом Андес, на западе — с муниципалитетом Пуэблоррико. Площадь муниципалитета составляет 193 км².

## Население
По данным Национального административного департамента статистики Колумбии, совокупная численность населения города и муниципалитета в 2012 году составляла 12 324 человек.
Динамика численности населения муниципалитета по годам:
| 2005   | 2006   | 2007   | 2008   | 2009   | 2010   | 2011   | 2012   |
| ------ | ------ | ------ | ------ | ------ | ------ | ------ | ------ |
| 12 789 | 12 739 | 12 672 | 12 607 | 12 535 | 12 466 | 12 394 | 12 324 |

Согласно данным переписи 2005 года мужчины составляли 48,5 % от населения Херико, женщины — соответственно 51,5 %. В расовом отношении белые и метисы составляли 97,2 % от населения города; негры, мулаты и райсальцы — 2,8 %.
Уровень грамотности среди всего населения составлял 93,4 %.

## Экономика
Основу экономики Херико составляет сельскохозяйственное производство и кожевенная промышленность.

47,7 % от общего числа городских и муниципальных предприятий составляют предприятия торговой сферы, 33,7 % — предприятия сферы обслуживания, 13,5 % — промышленные предприятия, 5,1 % — предприятия иных отраслей экономики.

## Религия
Город является центром католической епархии Херико.

## Известные уроженцы
- Лаура Святой Екатерины Сиенской — католическая святая, основательница женской монашеской конгрегации Сестёр Миссионерок Непорочной Марии и святой Екатерины Сиенской.